# Bula Quo! (album)
Albums de Status Quo
Quid Pro Quo
(2011) Aquostic - Stripped Bare
(2014)
Singles
1. Bula Bula Quo (Kua Ni Lega)
Sortie : 12 avril 2013
2. Looking Out for Caroline
Sortie : 12 août 2013
3. GoGoGo
Sortie : 15 septembre 2013

Bula Quo ! It Started With Guitars... And Ended With Guns!  de son titre en entier est le trentième album studio du groupe de rock anglais, Status Quo. Il est aussi la bande son du film Bula Quo! dans lequel Francis Rossi et Rick Parfitt tiennent un rôle. Il est sorti le 10 juin 2013 sous forme de double compact disc sur le label Fourth Chord Records et a été produit par Francis Rossi, Rick Parfitt et Mike Paxman. 

## Historique
Cet album fut enregistré en 2012 dans les studios ARSIS de Francis Rossi dans le Comté de Surrey en Angleterre. Il est le dernier album avec le batteur Matt Lettley qui sera remplacé en mai 2013 par Leon Cave.
Il se classa à la 10e place des charts britanniques et sera certifié disque d'argent.Aucun des trois singles n'entra dans les classements musicaux.

## Liste des titres

### Disc 1
| No | Titre                       | Auteur                        | Durée |
| -- | --------------------------- | ----------------------------- | ----- |
| 1. | Looking Out for Caroline    | Francis Rossi, Bob Young      | 4:00  |
| 2. | GoGoGo                      | Rick Parfitt, Wayne Morris    | 4:16  |
| 3. | Run and Hide (The Gun Song) | John Edwards, Stuart St. Paul | 4:12  |
| 4. | Running Inside              | Matt Letley                   | 3:42  |
| 5. | Mystery Island              | Parfitt, Morris               | 4:22  |
| 6. | All That Money              | Parfitt, Morris               | 3:13  |
| 7. | Never Leave a Friend Behind | Andy Bown, St. Paul           | 2:51  |
| 8. | Fiji Time                   | Edwards                       | 3:15  |
| 9. | Bula Bula Quo (Kua Ni Lega) | Rossi, Young                  | 3:50  |

### Disc 2
| 1.  | Living on an Island (Fiji Style)              | Parfitt, Young   | 3:45 |
| 2.  | Frozen Hero                                   | Rossi, Bown      | 4:20 |
| 3.  | Reality Cheque                                | Parfitt, Edwards | 4:05 |
| 4.  | Rockin' All Over the World(Bula Edit)         | John Fogerty     | 4:27 |
| 5.  | Caroline (Live at Montreux)                   | Rossi, Young     | 6:19 |
| 6.  | Beginning of the End (Live 2010)              | Rossi, Edwards   | 4:25 |
| 7.  | Don't Drive My Car (Live 2010)                | Parfitt, Bown    | 5:58 |
| 8.  | Pictures of Matchstick Men (Live at Montreux) | Rossi            | 2:29 |
| 9.  | Whatever You Want (Live 2010)                 | Parfitt, Bown    | 5:10 |
| 10. | Down Down (Live 2010)                         | Rossi, Young     | 5:04 |

## Musiciens
Status Quo
- Francis Rossi: chant, guitare solo
- Rick Parfitt: guitare rythmique, chant
- Andy Bown: claviers, guitare
- John Edwards: basse
- Matt Letley: batterie, percussions

Musiciens additionnels
- Wayne Morris: guitare, chœurs sur GoGoGo, Mystery Island et All That Money
- Freddy Edwards: guitare sur Run and Hide
- Amy Smith: chœurs sur les titres 1, 4, 8, 9 et Living On a Island
- Kathy Edwards: chœurs sur Fiji Time
- Amber Zakatek: chœurs sur Bula Bula Quo (Kua Ni Lega)
- Fursey Rossi: chœurs sur Bula Bula Quo (Kua Ni Lega)

## Charts et certification

### Album
Charts
| Pays                          | Durée du classement | Meilleur classement | Date           |
| ----------------------------- | ------------------- | ------------------- | -------------- |
| Allemagne (GfK Entertainment) | 4 semaines          | 17e                 | 21 juin 2013   |
| Autriche (Ö3 Austria Top 40)  | 2 semaines          | 27e                 | 21 juin 2013   |
| Belgique (V) (Ultratop)       | 9 semaines          | 125e                | 6 juillet 2013 |
| Belgique (W) (Ultratop)       | 6 semaines          | 81e                 | 22 juin 2013   |
| Danemark (Tracklisten)        | 1 semaine           | 38e                 | 21 juin 2013   |
| Écosse (Scottish Album Chart) | 3 semaines          | 11e                 | 16 juin 2013   |
| France (SNEP)                 | 1 semaine           | 121e                | 29 juin 2013   |
| Pays-Bas (MegaCharts)         | 1 semaine           | 41e                 | 15 juin 2013   |
| Royaume-Uni (UK Albums Chart) | 3 semaines          | 10e                 | 22 juin 2013   |
| Suède (Sverigetopplistan)     | 3 semaines          | 27e                 | 21 juin 2011   |
| Suisse (Schweizer Hitparade)  | 10 semaines         | 13e                 | 23 juin 2013   |

Certification
| Pays        | Certification | Ventes   | Date            |
| ----------- | ------------- | -------- | --------------- |
| Royaume-Uni | Argent        | 60 000 + | 13 janvier 2023 |

### Singles
| Single                   | Chart          | Position | Date         |
| ------------------------ | -------------- | -------- | ------------ |
| Looking Out for Caroline | (V) (Ultratop) | Tip(v)   | 12 août 2013 |
| Bula Quo (kua ni lega)   | (W) (Ultratop) | Tip(w)   | 17 juin 2013 |